# Amerikaans-Samoaans voetbalelftal (vrouwen)
Het Amerikaans-Samoaans vrouwenvoetbalelftal is een team van voetballers dat Amerikaans-Samoa vertegenwoordigt bij internationale wedstrijden.